# Bien inferior

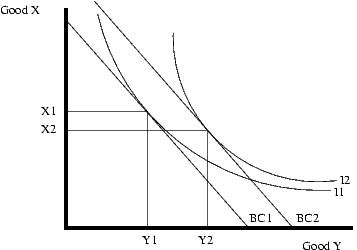
El bien "Y" es un bien normal, ya que la cantidad comprada aumenta desde "Y1" hasta "Y2" a medida que la restricción presupuestaria se mueve desde "BC1" hasta un nivel de renta superior "BC2". El bien "X" es un bien inferior ya que la cantidad comprada decrece desde "X1" hasta "X2" a medida que la renta aumenta.

En teoría del consumidor, un bien inferior es un producto que absorbe una parte decreciente del gasto a medida que la renta aumenta.
No debe confundirse con los bienes de Giffen ni con los bienes denominados bienes normales, en los que la demanda respecto a la renta en horizontal es proporcional a la renta. Los bienes normales son aquellos para los que la demanda del consumidor aumenta cuando aumenta su ingreso.
 La inferioridad, en este caso, es un hecho observable que tiene que ver con que el bien sea asequible antes que una afirmación sobre la calidad del bien. Como regla general, este tipo de bienes son asequibles y adecuados para servir a su propósito, pero a medida que otros bienes sustitutos más costosos y que ofrecen más placer (o al menos variedad) se vuelven más disponibles, el uso de los bienes inferiores disminuye.
Dependiendo de las curvas de indiferencia del consumidor o del mercado, la cantidad de un bien adquirido puede aumentar, disminuir, o mantenerse en el mismo nivel cuando la renta aumenta.

## Bienes inferiores
Son aquellos bienes -productos o servicios- que absorben una parte decreciente del gasto a medida que la renta aumenta(como la margarina). Productos de alimentación y consumo así como servicios básicos que siguen siendo necesarios y se siguen comprando pero cuyo gasto será decreciente respecto a la renta cuando esta aumenta. Es decir, se seguirán comprando alimentos necesarios -pan, legumbres, leche, etc.- pero el coste de estos productos será menor proporcionalmente cuando aumenta la renta. No hay que confundirlos con los 'bienes de Giffen', cuyo consumo real cae a medida que la renta aumenta -bienes que son sustituidos por otros o dejan de adquirirse solo cuando aumenta la renta, ya sea en alimentación u otro tipo de consumo-.

### Bien de Demanda anormal o bien Giffen
Un tipo especial de bien inferior es el conocido como bien Giffen, el cual desafía la "ley de la demanda". En general, cuando el precio de un bien de Giffen aumenta, la demanda para ese bien aumenta. Esto tiende a ocurrir para el caso de bienes tales que el efecto renta del incremento de precio produzca en realidad un aumento de la demanda. El caso de la patata en época de hambruna hace varios años, cuando se importó de América, era un bien que se consumía por encima del resto aunque este subiera el precio, es decir, si el precio de la patata aumentaba, los consumidores dejaban de consumir otros bienes, como la carne, para poder consumir la patata, ya que seguía siendo el más barato. La curva de demanda tendrá una pendiente "hacia arriba", lo que indica una pendiente positiva, como la que estamos acostumbrados a ver en la pendiente de la oferta.